# Dobowy cykl nabożeństw
Dobowy cykl nabożeństw – w prawosławiu cykl codziennych, stałych nabożeństw towarzyszących określonym porom dnia, zorganizowany według starotestamentowej rachuby czasu (doba rozpoczyna się o zachodzie słońca). W jego skład wchodzą następujące nabożeństwa: wieczernia, powieczerze, nabożeństwo o północy, jutrznia, pierwsza, trzecia, szósta godzina kanoniczna, oraz dziewiąta godzina kanoniczna. Boska Liturgia nie należy do dobowego cyklu nabożeństw, jako modlitwa szczególna, przewyższająca wszystkie pozostałe. 

## Geneza dobowego cyklu nabożeństw
Stary Testament opisuje tradycję wspólnej modlitwy i ofiary odbywającej się trzykrotnie w ciągu dnia. Miała ona wpływ na powstanie w pierwszych wiekach chrześcijaństwa praktyki upamiętniania poprzez wspólną modlitwę najważniejszych momentów z życia Chrystusa. Dzieje Apostolskie zawierają informacje o modlitwie o godzinach trzeciej, szóstej i dziewiątej (według rachuby czasu od zachodu słońca), w nocy, o zachodzie słońca i wczesnym rankiem. W okresach prześladowań chrześcijan wspólna modlitwa miała miejsce tylko w niedzielę rano i wieczorem, w czasach, gdy prześladowania te ustawały, modlitwy przypisane konkretnym porom dnia odbywały się codziennie i były celebrowane przez całą miejscową wspólnotę. 

## Elementy dobowego cyklu nabożeństw
Pierwszym ogniwem dobowego cyklu nabożeństw jest wieczernia (gr. Ἑσπερινός, cs. wieczernia), która zgodnie ze swoją nazwą ma miejsce wieczorem. Celem nabożeństwa jest dziękczynienie za miniony dzień. Po wieczerni następuje powieczerze (gr. Ἀπόδειπνον, cs. powieczerije). Wchodzące w jego skład modlitwy wyrażają żal i błaganie o przebaczenie popełnionych grzechów, zapewnienie spokojnego odpoczynku nocnego i uchronienie przed pokusą diabelską w czasie snu. Istnieją dwa warianty powieczerza – wielkie i małe. Pierwszy rodzaj sprawowany jest w czasie wielkiego postu i przed świętami Narodzenia Pańskiego i Chrztu Pańskiego. Nabożeństwo o północy (gr. Μεσονυκτικόν, cs. połunoszcznica) służy wspominaniu modlitwy Chrystusa w Getsemani, powtórnego nadejścia Chrystusa, Sądu Ostatecznego oraz modlitwie w intencji zmarłych. 
Przed wschodem słońca odprawiana jest jutrznia (gr. Ὂρθρος, cs. utrienia), stanowiąca dziękczynienie za minioną noc i prośbę o łaski boże na nadchodzący dzień. Bezpośrednio po niej następuje pierwsza godzina kanoniczna (gr. Πρῶτη Ὣρα, cs. pierwyj czas); nabożeństwo to powinno mieć miejsce dokładnie między godzinami 7 a 9, gdy według Tradycji odbył się sąd Piłata nad Chrystusem]. Celem modlitwy pierwszej godziny jest uświęcenie rozpoczynającego się dnia. Trzecia godzina kanoniczna (gr. Τρίτη Ὣρα, cs. trietij czas) jest wspomnieniem drogi krzyżowej i zstąpienia Ducha Świętego na apostołów. Nabożeństwo to przeznaczone jest na godziny 10–12. Szósta godzina kanoniczna (gr. Ἓκτη Ὣρα, cs. szestyj czas) przypada na godzinę 13 i upamiętnia ukrzyżowanie Chrystusa. Dziewiąta godzina kanoniczna (gr. Ἐννάτη Ὣρα, cs. diewiatyj czas) przypada na godzinę 15 i stanowi upamiętnienie śmierci Chrystusa na krzyżu. 
Zwieńczenie dobowego cyklu nabożeństw stanowi Święta Liturgia, która odprawiana jest w godzinach porannych.

## Praktyka liturgiczna
Pierwotnie wszystkie nabożeństwa cyklu dobowego odprawiane były oddzielnie, ze ścisłym zachowaniem przypisanych im godzin. Z czasem zasada ta została zliberalizowana dla wygodniejszego umożliwienia wiernym uczestnictwa we wszystkich nabożeństwach, także w monasterach. Zostały one podzielone na trzy grupy: wieczorne, poranne i dzienne. W skład grupy nabożeństw wieczornych wchodzą dziewiąta godzina, wieczernia i powieczerze. Grupę poranną tworzą nabożeństwo o północy, jutrznia i pierwsza godzina. Grupa dzienna to natomiast godziny trzecia i szósta oraz Święta Liturgia. We współczesnej praktyce liturgicznej w cerkwiach odprawianie nabożeństw trzeciej i szóstej godziny (w większości złożonych z modlitw i psalmów czytanych przez lektora) ma miejsce w tym samym czasie, co pierwsza część Świętej Liturgii – odbywająca się w ołtarzu, przy zamkniętych carskich wrotach proskomidia.